# Aegoidus pacificus
Aegoidus pacificus là một loài bọ cánh cứng trong họ Cerambycidae.